# Ilya Kuvshinov
Ilya Kuvshinov (Penza, Unión Soviética, 20 de febrero de 1990) es un ilustrador, animador, director de arte, artista de cómics, storyboarder y concept artist ruso.

## Primeros años
Kuvshinov comenzó con su interés por el dibujo y la pintura a los 11 años. Asistió originalmente a la Universidad de Arquitectura en Moscú, pero más tarde volvió a sus intereses de la infancia. Al mudarse a Japón se centró en la animación e ilustración.
Si bien este artista es muy conocido en Instagram (llegando a los 2 millones de seguidores), de igual forma comparte sus obras por medio de páginas como ArtStation, Twitter, Facebook, DevianArt, Behance, Tumblr y Patreon. Parte de su contenido está enfocado en su proceso de creación. 

## Carrera profesional

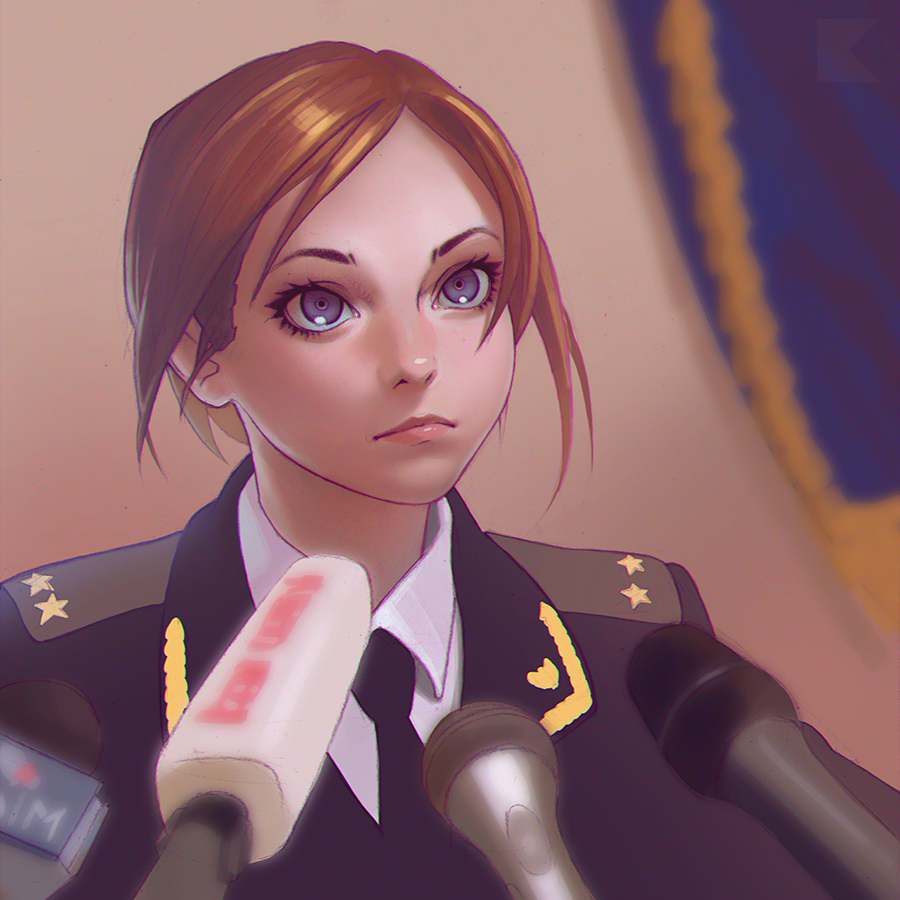
Fanart de la fiscal ucraniana Natalia Poklonskaya hecho por Ilya Kuvshinov.

Kuvshinov nació en la Unión Soviética (ahora Federación de Rusia), donde trabajó en la industria de los videojuegos y se dedicó al diseño de personajes. Se mudó a Japón en el año 2015 para trabajar a tiempo completo en la industria del anime Su primera exposición fue organizada por GoFa (Gallery of Fantastic art) con sede en Tokio, en septiembre de 2018 Participó como diseñador de personajes y del arte para el largometraje animado The Wonderland (2019) presentado para el Festival Internacional de Cine de Animación de Annecy. 
El 4 de enero de 2017 fue publicado su libro recopilatorio bajo el nombre de "MOMENTARY". Dicho libro contiene piezas originales que no fueron anunciadas (antes de la fecha de lanzamiento del libro), pero también se incluyen los dibujos más populares de sus redes sociales. 
El libro también incluye seis notas que reflejan las etapas de la vida del artista, toca su etapa en el ámbito conceptual en compañías de videojuegos especializadas en ciencia ficción y hace gala de su talento en ese género de ilustración. Además, repasa su experiencia en la escuela de arte, donde se le pedía constantemente que dibujara bocetos, e incluye varias páginas de ejemplos que rodean el tema de la vida cotidiana, como mapas o medios de transporte. 
Dai Nippon Printing organizó una exhibición virtual de VRChat de las ilustraciones de Kuvshinov en mayo de 2019 y PIE publicó un libro de arte de sus ilustraciones más tarde ese año.
Su primer trabajo grande como diseñador de personajes fue para la más reciente serie de Ghost in The Shell: SAC 2045 inspirada en el manga de Masamune Shirow y producida por Netflix. 
Su más reciente obra es el storyboard y animación del tema musical Let You Down interpretado por Dawid Podsiadło. Este tema funge como el tema de cierre de la serie animada de Netflix Cyberpunk: Edgerunners (2022) inspirada en el videojuego Cyberpunk 2077 dado a conocer por primera vez en diciembre de 2020.
Otros proyectos de los que formó parte en diferentes sectores son: Sing "Yesterday" for Me en el área de la animación, The Orbital Children en su storyboard, Lonely Castle in the Mirror con su concepto visual, entre otros.
Cabe destacar que posee dos obras en la plataforma de PangeaSeed Foundation, una organización internacional sin fines de lucro que actúa en la intersección de la cultura y el medio ambiente para promover la conservación de nuestros océanos a través de la ciencia, la educación y el ARTivismo (S.E.A).
Una de ellas cuenta con sould out y fue llamada "Emperor Penguin"mientras que la segunda posee el nombre de "Plastic Sea" y tiene un precio de $75 USD.